# Husmår
Husmåren (Martes foina) er et rovdyr i mårfamilien. Den bliver 42-48 centimeter lang, hvortil kommer den 23-26 centimeter lange hale. Hunnen har en vægt på 900-1.900 gram, mens hannen vejer 1.300-2.300 gram. Bestanden af husmår er vokset siden 1950'erne, og den er efterhånden meget almindelig visse steder i Danmark. Den er vurderet som næsten truet på den danske rødliste 2019.
Husmåren kan være problematisk, når den indretter sig på lofter og i biler og her kan ødelægge isoleringsmateriale og kabler. Siden 1970'erne har husmår forsaget skader i biler for 100 millioner kroner i Centraleuropa.